# Vingt-deuxième district congressionnel du Texas
Le 22e district congressionnel du Texas couvre une partie largement suburbaine du sud-ouest de la région métropolitaine du Grand Houston. Le district comprend la majeure partie du Comté de Fort Bend, y compris la plupart des villes de Sugar Land, Rosenberg, Needville et le siège du comté à Richmond, ainsi que la part du comté de la région du Grand Katy, en grande partie non constituée en société, à l'ouest de Houston. En outre, le district comprend également des parties du nord du Comté de Brazoria, y compris la plupart de Pearland et Alvin et la totalité des comtés de Wharton et Matagorda, ainsi qu'une petite partie de l'ouest du Comté de Harris centrée sur la majeure partie de la part de ce comté dans la région du Grand Katy.
Le district est représenté par le Républicain Troy Nehls, qui a été élu en 2020 face au double challenger Démocrate Sri Preston Kulkarni. De 2009 à 2021, le 22e district du Texas était représenté par Pete Olson. De 1985 à 2006, le district était représenté par l'ancien leader de la majorité parlementaire Tom DeLay et avant cela, l'ancien Représentant et triple candidat à la présidentielle Ron Paul brièvement en 1976 et de nouveau de 1979 à 1985.
L'indice CPVI, qui tire ses données des deux élections présidentielles les plus récentes, a donné au district une pente républicaine de 10 points par rapport à la moyenne nationale jusqu'à son examen de 2021, où il a été abaissé à 4 points.

## Histoire
Le district a été créé à l'origine en 1958, remplaçant le district at-large aboli représenté par le Démocrate Martin Dies, Jr. de 1953 à 1959. À l'époque, les 254 comtés du Texas étaient représentés par un membre unique au Congrès. Le nouveau district a été placé dans le Comté de Harris, qui abrite la ville de Houston et auparavant représenté entièrement par le Démocrate Albert Thomas dans le 8e district de l'État, faisant de Harris le premier comté du Texas depuis la Seconde Guerre mondiale à être divisé en plus d'un district.
Le nouveau 22e district, composé en grande partie de territoires de banlieue à l'extérieur de Houston ainsi que de parties sud de la ville elle-même, a été remporté par le Démocrate Robert R. Casey, ancien Juge du Comté de Harris (un poste équivalent à celui d'un exécutif de comté au Texas). Les 8e et 22e districts étaient séparés par une frontière composée à peu près de ce qui est maintenant l'US 290, les parties ouest et sud de la boucle 610 et la partie de Buffalo Bayou à l'est du centre-ville de Houston, y compris le Houston Ship Channel. Tous les points au sud de cette frontière se trouvaient dans le 22e, tandis que le reste se trouvait dans le 8e. Ces limites resteront en vigueur jusqu'aux élections de 1964.
Après qu'un tribunal fédéral de Houston ait jugé inconstitutionnelles les pratiques de redécoupage du Texas dans l'affaire Bush v. Martin, à compter des élections de 1966, le Comté de Harris a été divisé en trois districts. En plus des 8e et 22e districts existants, un nouveau 7e district a été créé du côté ouest de Houston et du Comté de Harris. Le nouveau 7e élirait l'ancien Président du Parti Républicain du Comté de Harris (et futur président) George H. W. Bush, tandis que le 22e district de Casey deviendrait le plus compact des trois, s'étendant du sud-ouest de Houston au sud-est du Comté de Harris, y compris Pasadena et Clear Lake City, et englobant également le Johnson Space Center.

### Redécoupage de 1970
À la suite du recensement de 1970, le 22e a perdu certaines parties largement afro-américaines au profit du 18e district nouvellement réaligné et majoritairement afro-américain (qui élirait la Démocrate Barbara Jordan), tandis que d'autres zones le long du Houston Ship Channel sont allées au 8e district, désormais représenté. par le Démocrate Bob Eckhardt et principalement concentré dans le nord de Houston.
Ces zones ont été remplacées par des parties des comtés de Fort Bend et de Brazoria en croissance rapide, qui abritent des circonscriptions républicaines croissantes de familles blanches de la classe moyenne supérieure – autochtones et transplantées – qui ont déménagé vers des emplois dans le secteur énergétique en pleine croissance de Houston, ainsi qu'au Johnson Space. Center et le Texas Medical Center, et attirés par des logements abordables et des écoles de premier ordre dans les communautés planifiées en plein essor de la région. Un redécoupage au milieu de la décennie en 1974 a ajouté le sud du Comté de Waller, avec un caractère similaire à Fort Bend et Brazoria. Comme dans la plupart des zones périurbaines en croissance du sud des États-Unis, ces nouvelles zones comptaient également de larges blocs de démocrates blancs conservateurs désillusionnés par le soutien de leur parti à la restauration des droits civiques promue par l'administration de Lyndon B. Johnson et le Parti Démocrate national. Alors que Casey continuait d'être réélu en 1972 et 1974 sans opposition significative, sa démission à la suite de sa nomination à la Commission maritime fédérale en 1976, combinée à une croissance accrue des banlieues dans les comtés susmentionnés, a ouvert la porte à un bouleversement républicain lors des élections spéciales qui ont suivi. .
Trois mois après la démission de Casey, le 3 avril 1976, le Républicain Ron Paul, médecin et vétéran de l'armée de l'air qui avait quitté la région de Pittsburgh au cours de la décennie précédente avec sa femme et s'était installé dans le Comté de Brazoria, remporta une élection spéciale pour pourvoir le reste du mandat non expiré de Casey. Paul avait été l'adversaire Républicain de Casey en 1974. Alors que Paul perdit les élections générales plus tard cette année-là face au Sénateur Démocrate de l'État Bob Gammage par moins de 300 voix, en 1978, il bat Gammage lors d'un match revanche des élections générales par une marge de 1 200 voix, coïncidant avec le élection de Bill Clements comme premier Gouverneur Républicain du Texas depuis la reconstruction. En 1980, Paul remportera un deuxième mandat, battant de justesse l'avocat démocrate Mike Andrews, ancien Procureur du Comté de Harris.

### Redécoupage de 1980
À la suite du recensement de 1980, la croissance rapide de la région de Houston a entraîné le transfert de la plupart des régions les plus démocrates du 22e au nouveau 25e district, que Mike Andrews a remporté en 1982 et qui occupera six mandats avant de se présenter sans succès à la nomination démocrate au Sénat américain en 1994.
Le redécoupage a laissé à Paul un district comprenant trois grandes portions, toutes fortement républicaines. Ceux-ci comprenaient :
- La totalité du Comté de Fort Bend, à cette époque un comté de banlieue en plein essor ancré par le développement de la communauté planifiée de la première colonie à Sugar Land, et contenant également d'autres banlieues en plein essor, notamment Missouri City, Stafford et Rosenberg.

- Une grande partie de la base politique de Paul dans le Comté de Brazoria, à l'exception d'une infime partie ouest autour des communautés de Sweeny et West Columbia situées dans le 14e district adjacent ; et

- La majeure partie du sud-ouest de Houston et du Comté de Harris le long de la Southwest Freeway, y compris les régions de Westwood, Sharpstown et Fondren de Houston. Cette partie comprenait également le couloir de divertissement de Richmond Avenue, la Galleria et la tour Transco adjacente, la banlieue intérieure de Bellaire et West University Place, la Houston Baptist University et Greenway Plaza, y compris The Summit (alors domicile des Houston Rockets de la NBA). Une grande partie de l'activité de vente au détail de la région, centrée sur la Galleria susmentionnée ainsi que sur les centres commerciaux Sharpstown et Westwood, ainsi que la plupart des concessionnaires automobiles du sud-ouest de Houston (certains d'entre eux parmi les meilleurs concessionnaires du pays), était également concentrée dans la partie du Comté de Harris et s'étendait jusqu'au sud jusqu'à Stafford (qui abritait alors une importante usine de fabrication pour Texas Instruments).

Cette configuration restera en vigueur pour le reste des années 1980, y compris les quatre premiers mandats du Républicain Tom DeLay, alors que Paul cherchait sans succès l'investiture républicaine au Sénat des États-Unis en 1984 contre l'éventuel vainqueur Phil Gramm. DeLay a été président du comité d'étude républicain conservateur et est devenu whip républicain tout en représentant cette configuration du district.

### Redécoupage de 1990
Après le recensement de 1990, le 22e est resté pratiquement inchangé. Il couvrait tout le Comté de Fort Bend, tout le Comté de Brazoria, à l'exception de ses limites ouest et sud, et une petite partie du sud-ouest de Houston autour des régions d'Alief, Westchase et Sharpstown. Le district a été reconfiguré après le recensement de 2000, prenant effet après les élections de 2002, lorsque DeLay a été réélu et est devenu leader de la majorité parlementaire. Le district a perdu la part de Houston du Comté de Fort Bend, mais a récupéré une grande partie du sud-est du Comté de Harris, y compris des parties de Clear Lake City, Pasadena, La Porte, Deer Park et Seabrook.

### Redécoupage de 2000 et 2003
En 2003, à la suite de la prise de contrôle républicaine de la Chambre des Représentants du Texas, la Législature du Texas a organisé un redécoupage au milieu de la décennie. Le 22e a perdu sa part du Comté de Brazoria, à l'exception de Pearland, ainsi que des communautés situées aux limites nord et ouest du Comté de Fort Bend, au profit du 14e district. Ce district était désormais représenté par Paul, qui a été élu et est revenu au Congrès en 1997 après 12 ans d'absence. Le 22e district comprenait désormais Pearland, presque tout le sud-est du Comté de Harris, y compris le Johnson Space Center, et une partie ouest en grande partie ouvrière du Comté de Galveston, comprenant Santa Fe et La Marque, en plus d'une grande partie de la base politique de DeLay à Sugar Land, Missouri City, Rosenberg et ses environs. Le district restera inchangé pendant le reste de la décennie, mais changea de titulaire à trois reprises après la démission de Tom DeLay le 9 juin 2006 à la suite d'allégations de corruption liées au redécoupage de 2003.
À la suite d'une élection spéciale le 7 novembre 2006 pour pourvoir le siège vacant de DeLay au Congrès, la républicaine Shelley Sekula-Gibbs a rempli le reste du mandat de DeLay à la fin de 2006, après avoir perdu les élections générales face au Démocrate Nick Lampson dans un ensemble de circonstances étranges. Lampson avait auparavant représenté le 9e district du Texas, basé à Beaumont et Galveston, avant que le redécoupage de 2003 n'aboutisse à ce que ce district soit renuméroté 2e district et poussé dans le nord de Houston, fortement républicain. Lampson a été battu aux élections de 2004 par le Juge républicain du tribunal de district du Comté de Harris, Ted Poe. Avant les élections de 2006, Lampson a déménagé à Stafford, où ses grands-parents s'étaient installés après avoir immigré d'Italie. De plus, le 22e comprenait une grande partie de son ancienne base ; il représentait auparavant une grande partie de la partie du district du Comté de Galveston, ainsi que la zone autour du Johnson Space Center. Lampson a bénéficié du fait que Sekula-Gibbs a été contraint de mener une campagne écrite, puisque DeLay avait démissionné un mois après avoir remporté une primaire républicaine controversée contre trois challengers (dont l'un a remporté plus de 20 % des voix, mais pas assez pour vaincre le vote de DeLay). de plus de 60 %). Après un seul mandat et malgré une campagne vigoureuse, Lampson a perdu le siège face au Républicain Pete Olson en 2008. Le district a retrouvé sa forme, Olson remportant le district en 2010 avec une marge à deux chiffres.

### Redécoupage de 2010
À la suite du recensement de 2010 et du redécoupage qui en a résulté, le district comprenait la majeure partie du Comté de Fort Bend, à l'exception de la plupart des communautés de Stafford, Mission Bend, Fresno, du nord de Missouri City et du « super quartier » de Fort Bend Houston, à l'extrême sud-ouest de Houston. Le district comprenait également des parties nord du Comté de Brazoria, notamment Pearland et Alvin, ainsi que des parties du sud-est de Houston et du Comté de Harris, le long de l'Interstate 45 au sud de l'autoroute à péage Sam Houston. Les résidents aisés du district avaient tendance à voter fortement républicain avec un revenu médian moyen des ménages de 82 899 $ selon l'American Community Survey de 2012, ce qui en fait le district le plus riche du Texas et également un district diversifié avec d'importantes circonscriptions minoritaires, instruites et de la classe professionnelle. Mitt Romney a remporté la circonscription avec 62 % des voix en 2012, les républicains détenant l'écrasante majorité des postes élus dans la circonscription, qui a également voté pour Donald Trump en 2016, bien qu'Hillary Clinton soit devenue la première Démocrate à remporter le Comté de Fort Bend depuis 1964. La nature soudainement compétitive du district, en partie due aux positions économiques populistes de Trump et en particulier à sa campagne et à sa rhétorique présidentielle, a permis à Olson de remporter de justesse un sixième mandat dans une course étonnamment serrée contre le démocrate Sri Preston Kulkarni, alimentée par des queues démocrates (impliquant principalement des droites). vote des billets) de la campagne sénatoriale de Beto O'Rourke, qui a remporté le Comté de Fort Bend et a perdu de peu le 22e district dans sa tentative infructueuse mais serrée contre le Sénateur Républicain sortant Ted Cruz. Olson a pris sa retraite après six mandats et le Shérif du Comté de Fort Bend, Troy Nehls, a remporté une autre course serrée contre Kulkarni.

### Redécoupage de 2020
En raison du statut récent du Comté de Fort Bend en tant que « comté swing » de banlieue classique dans la politique nationale et étatique, ainsi que des gains démocrates au niveau local lors des élections de 2018, de nombreux observateurs ont émis l'hypothèse que le district était sur le point de basculer lors des prochaines élections sans changements drastiques. En effet, à la suite du recensement de 2020, le district a été à nouveau redessiné et étendu vers le sud dans les comtés fortement républicains de Wharton et de Matagorda, ainsi que vers le nord dans un coin ouest du Comté de Harris centré sur la majeure partie de la part du comté de la région du Grand Katy et de l'ensemble de la ville de Katy elle-même, à l'exception de sa partie dans le Comté de Waller. Plusieurs des parties les plus démocrates des comtés de Fort Bend et de Brazoria dans le 22e ont été déplacées vers des districts voisins détenus par des démocrates, y compris une partie largement asiatique-américaine de Sugar Land dans le premier qui a été déplacée vers le 7e district de Lizzie Fletcher et la partie largement diversifiée, et le côté ouest Démocrate de Pearland dans ce dernier qui a été transféré au 9e district d'Al Green. Cela laisserait la majeure partie du nouveau 22e ancrée dans la majeure partie de Sugar Land, Richmond, Rosenberg, Needville et la région du Grand Katy dans le Comté de Fort Bend et dans la majeure partie de Pearland, Manvel et Alvin dans le Comté de Brazoria ; Nehls serait facilement réélu pour un second mandat en 2022 contre un challenger démocrate nominal.
La force démocratique est largement concentrée dans les circonscriptions dispersées à majorité hispanique et noire de ces villes susmentionnées qui ont tendance à voter Démocrate ; bon nombre de ces circonscriptions ont largement tendance à voter démocrate avec une marge de 50 à 60 % ou plus. Mais ces blocs électoraux sont surpassés en nombre par de grands blocs d'électeurs républicains de banlieue dans une grande partie du district, y compris des groupes d'électeurs asiatiques de tendance modérée centrés sur Sugar Land, ainsi que des électeurs hispaniques et afro-américains de tendance conservatrice dans les régions les plus riches de la région. Même si bon nombre de ces zones de banlieue ont eu une tendance Démocrate ces dernières années en raison des réactions négatives suscitées par le style de campagne de Trump et le populisme économique, ce qui n'est pas sans rappeler la situation de nombreux autres districts similaires de ce type sous l'ère Trump, le district ne devrait pas être la cible de Démocrates de la Chambre dans un avenir prévisible.

### Démographie
Selon les outils de profil des électeurs de l'APM Research Lab (présentant l'enquête sur la communauté américaine 2019 du Bureau du recensement des États-Unis), le district comptait environ 611 000 électeurs potentiels (citoyens âgés de 18 ans et plus). Parmi eux, 54 % sont blancs, 23 % latinos, 16 % noirs et 16 % asiatiques. Les immigrants représentent 22 % des électeurs potentiels de la circonscription. Le revenu médian des ménages (comprenant un ou plusieurs électeurs potentiels) est d'environ 102 500 $. Quant au niveau d'éducation des électeurs potentiels de la circonscription, 42 % sont titulaires d'un baccalauréat ou d'un diplôme supérieur.

## Historique de vote
| Année | Poste     | Résultats              |
| ----- | --------- | ---------------------- |
| 2000  | Président | Bush 62,0 % – 35,0 %   |
| 2004  | Président | Bush 64,0 % – 36,0 %   |
| 2008  | Président | McCain 60,0 % – 39,0 % |
| 2012  | Président | Romney 62,0 % – 37,0 % |
| 2016  | Président | Trump 52,0 % – 44,0 %  |
| 2020  | Président | Trump 50,0 % – 49,0 %  |

## Liste des Représentants du district
| Membre                             | Parti       | Années                            | Congrès     | Histoire électorale | Zone géographique                                                                          |
| ---------------------------------- | ----------- | --------------------------------- | ----------- | --- | ------------------------------------------------------------------------------------------ |
| District établit le 3 janvier 1959 |             |                                   |             | |                                                                                            |
| Robert R. Casey                    | Démocrate   | 3 janvier 1959 - 22 janvier 1976  | 86e - 94e   | Élu en 1958. Réélu en 1960. Réélu en 1962. Réélu en 1964. Réélu en 1966. Réélu en 1968. Réélu en 1970. Réélu en 1972. Réélu en 1974. Démissionne lorsque nommé à la Commission Maritime Fédérale. | 1959–1967                                                                                  |
| Robert R. Casey                    | Démocrate   | 3 janvier 1959 - 22 janvier 1976  | 86e - 94e   | Élu en 1958. Réélu en 1960. Réélu en 1962. Réélu en 1964. Réélu en 1966. Réélu en 1968. Réélu en 1970. Réélu en 1972. Réélu en 1974. Démissionne lorsque nommé à la Commission Maritime Fédérale. | 1967–1969                                                                                  |
| Robert R. Casey                    | Démocrate   | 3 janvier 1959 - 22 janvier 1976  | 86e - 94e   | Élu en 1958. Réélu en 1960. Réélu en 1962. Réélu en 1964. Réélu en 1966. Réélu en 1968. Réélu en 1970. Réélu en 1972. Réélu en 1974. Démissionne lorsque nommé à la Commission Maritime Fédérale. | 1969–1973                                                                                  |
| Robert R. Casey                    | Démocrate   | 3 janvier 1959 - 22 janvier 1976  | 86e - 94e   | Élu en 1958. Réélu en 1960. Réélu en 1962. Réélu en 1964. Réélu en 1966. Réélu en 1968. Réélu en 1970. Réélu en 1972. Réélu en 1974. Démissionne lorsque nommé à la Commission Maritime Fédérale. | 1973–1975                                                                                  |
| Robert R. Casey                    | Démocrate   | 3 janvier 1959 - 22 janvier 1976  | 86e - 94e   | Élu en 1958. Réélu en 1960. Réélu en 1962. Réélu en 1964. Réélu en 1966. Réélu en 1968. Réélu en 1970. Réélu en 1972. Réélu en 1974. Démissionne lorsque nommé à la Commission Maritime Fédérale. | 1975–1983                                                                                  |
| Vacant                             | Vacant      | 22 janvier 1976 - 3 avril 1976    | 94e         | |                                                                                            |
| Ron Paul                           | Républicain | 3 avril 1976 - 3 janvier 1977     | 94e         | Élu pour terminer le mandat de Casey. Perd sa réélection. |                                                                                            |
| Robert Gammage (en)                | Démocrate   | 3 janvier 1977 - 3 janvier 1979   | 95e         | Élu en 1976. Perd sa réélection. |                                                                                            |
| Ron Paul                           | Républicain | 3 janvier 1979 - 3 janvier 1985   | 96e - 98e   | Réélu en 1978. Réélu en 1980. Réélu en 1982. Retrait pour se présenter comme Sénateur des États-Unis.                                                                                             |                                                                                            |
| Ron Paul                           | Républicain | 3 janvier 1979 - 3 janvier 1985   | 96e - 98e   | Réélu en 1978. Réélu en 1980. Réélu en 1982. Retrait pour se présenter comme Sénateur des États-Unis.                                                                                             | 1983–1985                                                                                  |
| Tom DeLay                          | Républicain | 3 janvier 1985 - 9 juin 2006      | 99e - 109e  | Élu en 1984. Réélu en 1986. Réélu en 1988. Réélu en 1990. Réélu en 1992. Réélu en 1994. Réélu en 1996. Réélu en 1998. Réélu en 2000. Réélu en 2002. Réélu en 2004. Démissionne.                   | 1985–1993                                                                                  |
| Tom DeLay                          | Républicain | 3 janvier 1985 - 9 juin 2006      | 99e - 109e  | Élu en 1984. Réélu en 1986. Réélu en 1988. Réélu en 1990. Réélu en 1992. Réélu en 1994. Réélu en 1996. Réélu en 1998. Réélu en 2000. Réélu en 2002. Réélu en 2004. Démissionne.                   | 1993–1997 Parties de Brazoria, Fort Bend et Harris                                         |
| Tom DeLay                          | Républicain | 3 janvier 1985 - 9 juin 2006      | 99e - 109e  | Élu en 1984. Réélu en 1986. Réélu en 1988. Réélu en 1990. Réélu en 1992. Réélu en 1994. Réélu en 1996. Réélu en 1998. Réélu en 2000. Réélu en 2002. Réélu en 2004. Démissionne.                   | 1997–2003 Parties de Brazoria, Fort Bend et Harris                                         |
| Tom DeLay                          | Républicain | 3 janvier 1985 - 9 juin 2006      | 99e - 109e  | Élu en 1984. Réélu en 1986. Réélu en 1988. Réélu en 1990. Réélu en 1992. Réélu en 1994. Réélu en 1996. Réélu en 1998. Réélu en 2000. Réélu en 2002. Réélu en 2004. Démissionne.                   | 2003–2005 Parties de Brazoria, Fort Bend et Harris                                         |
| Tom DeLay                          | Républicain | 3 janvier 1985 - 9 juin 2006      | 99e - 109e  | Élu en 1984. Réélu en 1986. Réélu en 1988. Réélu en 1990. Réélu en 1992. Réélu en 1994. Réélu en 1996. Réélu en 1998. Réélu en 2000. Réélu en 2002. Réélu en 2004. Démissionne.                   | 2005–2013 Parties de Brazoria, Fort Bend, Galveston et Harris                              |
| Vacant                             | Vacant      | 9 juin 2006 - 13 novembre 2006    | 109e        | |                                                                                            |
| Shelley Sekula-Gibbs (en)          | Républicain | 13 novembre 2006 - 3 janvier 2007 | 109e        | Élue pour terminer le mandat de DeLay. Perd sa réélection. |                                                                                            |
| Nick Lampson                       | Démocrate   | 3 janvier 2007 - 3 janvier 2009   | 110e        | Élu en 2006. Perd sa réélection. |                                                                                            |
| Pete Olson                         | Républicain | 3 janvier 2009 - 3 janvier 2021   | 111e - 116e | Élu en 2008. Réélu en 2010. Réélu en 2012. Réélu en 2014. Réélu en 2016. Réélu en 2018. Retrait.                                                                                                  |                                                                                            |
| Pete Olson                         | Républicain | 3 janvier 2009 - 3 janvier 2021   | 111e - 116e | Élu en 2008. Réélu en 2010. Réélu en 2012. Réélu en 2014. Réélu en 2016. Réélu en 2018. Retrait.                                                                                                  | 2013–2023 Parties de Brazoria, Fort Bend et Harris                                         |
| Troy Nehls                         | Républicain | 3 janvier 2021 - Présent          | 117e - 119e | Élu en 2020. Réélu en 2022. Réélu en 2024. |                                                                                            |
| Troy Nehls                         | Républicain | 3 janvier 2021 - Présent          | 117e - 119e | Élu en 2020. Réélu en 2022. Réélu en 2024. | 2023–Présent Parties de Brazoria, Fort Bend et Harris, et totalité de Matagorda et Wharton |

## Résultats des récentes élections
Voici les résultats des dix précédents cycles électoraux dans le district.

### 2004
| Élection de 2004 du 22e district congressionnel du Texas, | Élection de 2004 du 22e district congressionnel du Texas, | Élection de 2004 du 22e district congressionnel du Texas, | Élection de 2004 du 22e district congressionnel du Texas, | Élection de 2004 du 22e district congressionnel du Texas, |
| --------------------------------------------------------- | --------------------------------------------------------- | --------------------------------------------------------- | --------------------------------------------------------- | --------------------------------------------------------- |
| Parti                                                     | Parti                                                     | Candidat                                                  | Votes                                                     | %                                                         |
|                                                           | Républicain                                               | Tom DeLay (sortant)                                       | 150 386                                                   | 55,2                                                      |
|                                                           | Démocrate                                                 | Richard Morrison                                          | 112 034                                                   | 41,1                                                      |
|                                                           | Indépendant                                               | Michael Fjetland                                          | 5314                                                      | 1,9                                                       |
|                                                           | Libertarien                                               | Tom Morrison                                              | 4886                                                      | 1,8                                                       |
| Total des votes                                           | Total des votes                                           | Total des votes                                           | 272 620                                                   | 100 %                                                     |
|                                                           | Les Républicains conservent                               |                                                           |                                                           |                                                           |

### 2006
| Élection de 2006 du 22e district congressionnel du Texas, | Élection de 2006 du 22e district congressionnel du Texas, | Élection de 2006 du 22e district congressionnel du Texas, | Élection de 2006 du 22e district congressionnel du Texas, | Élection de 2006 du 22e district congressionnel du Texas, |
| --------------------------------------------------------- | --------------------------------------------------------- | --------------------------------------------------------- | --------------------------------------------------------- | --------------------------------------------------------- |
| Parti                                                     | Parti                                                     | Candidat                                                  | Votes                                                     | %                                                         |
|                                                           | Démocrate                                                 | Nick Lampson                                              | 76 775                                                    | 51,8                                                      |
|                                                           | Write-In                                                  | Shelley Sekula Gibbs                                      | 61 938                                                    | 41,8                                                      |
|                                                           | Libertarien                                               | Bob Smither                                               | 9009                                                      | 6,1                                                       |
|                                                           | Write-In                                                  | Don Richardson                                            | 428                                                       | 0,3                                                       |
|                                                           | Write-In                                                  | Joe Reasbeck                                              | 89                                                        | 0,1                                                       |
| Total des votes                                           | Total des votes                                           | Total des votes                                           | 148 239                                                   | 100 %                                                     |
|                                                           | Les Démocrates prennent aux Républicains                  |                                                           |                                                           |                                                           |

### 2008
| Élection de 2008 du 22e district congressionnel du Texas, | Élection de 2008 du 22e district congressionnel du Texas, | Élection de 2008 du 22e district congressionnel du Texas, | Élection de 2008 du 22e district congressionnel du Texas, | Élection de 2008 du 22e district congressionnel du Texas, |
| --------------------------------------------------------- | --------------------------------------------------------- | --------------------------------------------------------- | --------------------------------------------------------- | --------------------------------------------------------- |
| Parti                                                     | Parti                                                     | Candidat                                                  | Votes                                                     | %                                                         |
|                                                           | Républicain                                               | Pete Olson                                                | 161 996                                                   | 52,4                                                      |
|                                                           | Démocrate                                                 | Nick Lampson (sortant)                                    | 140 160                                                   | 45,4                                                      |
|                                                           | Libertarien                                               | John Wieder                                               | 6839                                                      | 2,2                                                       |
| Total des votes                                           | Total des votes                                           | Total des votes                                           | 308 995                                                   | 100 %                                                     |
|                                                           | Les Républicains prennent aux Démocrates                  |                                                           |                                                           |                                                           |

### 2010
| Élection de 2010 du 22e district congressionnel du Texas | Élection de 2010 du 22e district congressionnel du Texas | Élection de 2010 du 22e district congressionnel du Texas | Élection de 2010 du 22e district congressionnel du Texas | Élection de 2010 du 22e district congressionnel du Texas |
| -------------------------------------------------------- | -------------------------------------------------------- | -------------------------------------------------------- | -------------------------------------------------------- | -------------------------------------------------------- |
| Parti                                                    | Parti                                                    | Candidat                                                 | Votes                                                    | %                                                        |
|                                                          | Républicain                                              | Pete Olson (sortant)                                     | 140 537                                                  | 67,5                                                     |
|                                                          | Démocrate                                                | Kesha Rogers                                             | 62 082                                                   | 29,8                                                     |
|                                                          | Libertarien                                              | Steven Susman                                            | 5538                                                     | 2,7                                                      |
|                                                          | Write-In                                                 | Johnny Williams                                          | 66                                                       | 0,0                                                      |
| Total des votes                                          | Total des votes                                          | Total des votes                                          | 208 223                                                  | 100 %                                                    |
|                                                          | Les Républicains conservent                              |                                                          |                                                          |                                                          |

### 2012
| Élection de 2012 du 22e district congressionnel du Texas, | Élection de 2012 du 22e district congressionnel du Texas, | Élection de 2012 du 22e district congressionnel du Texas, | Élection de 2012 du 22e district congressionnel du Texas, | Élection de 2012 du 22e district congressionnel du Texas, |
| --------------------------------------------------------- | --------------------------------------------------------- | --------------------------------------------------------- | --------------------------------------------------------- | --------------------------------------------------------- |
| Parti                                                     | Parti                                                     | Candidat                                                  | Votes                                                     | %                                                         |
|                                                           | Républicain                                               | Pete Olson (sortant)                                      | 160 668                                                   | 64,0                                                      |
|                                                           | Démocrate                                                 | Kesha Rogers                                              | 80 203                                                    | 32,0                                                      |
|                                                           | Libertarien                                               | Steven Susman                                             | 5986                                                      | 2,4                                                       |
|                                                           | Vert                                                      | Don Cook                                                  | 4054                                                      | 1,6                                                       |
| Total des votes                                           | Total des votes                                           | Total des votes                                           | 250 911                                                   | 100 %                                                     |
|                                                           | Les Républicains conservent                               |                                                           |                                                           |                                                           |

### 2014
| Élection de 2014 du 22e district congressionnel du Texas, | Élection de 2014 du 22e district congressionnel du Texas, | Élection de 2014 du 22e district congressionnel du Texas, | Élection de 2014 du 22e district congressionnel du Texas, | Élection de 2014 du 22e district congressionnel du Texas, |
| --------------------------------------------------------- | --------------------------------------------------------- | --------------------------------------------------------- | --------------------------------------------------------- | --------------------------------------------------------- |
| Parti                                                     | Parti                                                     | Candidat                                                  | Votes                                                     | %                                                         |
|                                                           | Républicain                                               | Pete Olson (sortant)                                      | 100 861                                                   | 66,5                                                      |
|                                                           | Démocrate                                                 | Frank Briscoe                                             | 47 844                                                    | 31,6                                                      |
|                                                           | Libertarien                                               | Rob Lapham                                                | 2861                                                      | 1,9                                                       |
| Total des votes                                           | Total des votes                                           | Total des votes                                           | 151 566                                                   | 100 %                                                     |
|                                                           | Les Républicains conservent                               |                                                           |                                                           |                                                           |

### 2016
| Élection de 2016 du 22e district congressionnel du Texas, | Élection de 2016 du 22e district congressionnel du Texas, | Élection de 2016 du 22e district congressionnel du Texas, | Élection de 2016 du 22e district congressionnel du Texas, | Élection de 2016 du 22e district congressionnel du Texas, |
| --------------------------------------------------------- | --------------------------------------------------------- | --------------------------------------------------------- | --------------------------------------------------------- | --------------------------------------------------------- |
| Parti                                                     | Parti                                                     | Candidat                                                  | Votes                                                     | %                                                         |
|                                                           | Républicain                                               | Pete Olson (sortant)                                      | 181 864                                                   | 59,5                                                      |
|                                                           | Démocrate                                                 | Mark Gibson                                               | 123 679                                                   | 40,5                                                      |
| Total des votes                                           | Total des votes                                           | Total des votes                                           | 305 543                                                   | 100 %                                                     |
|                                                           | Les Républicains conservent                               |                                                           |                                                           |                                                           |

### 2018
| Élection de 2018 du 22e district congressionnel du Texas, | Élection de 2018 du 22e district congressionnel du Texas, | Élection de 2018 du 22e district congressionnel du Texas, | Élection de 2018 du 22e district congressionnel du Texas, | Élection de 2018 du 22e district congressionnel du Texas, |
| --------------------------------------------------------- | --------------------------------------------------------- | --------------------------------------------------------- | --------------------------------------------------------- | --------------------------------------------------------- |
| Parti                                                     | Parti                                                     | Candidat                                                  | Votes                                                     | %                                                         |
|                                                           | Républicain                                               | Pete Olson (sortant)                                      | 152 750                                                   | 51,4                                                      |
|                                                           | Démocrate                                                 | Sri Preston Kulkarni                                      | 138 153                                                   | 46,5                                                      |
|                                                           | Libertarien                                               | John McElligott                                           | 3261                                                      | 1,1                                                       |
|                                                           | Indépendant                                               | Sara Kellen Sweny                                         | 3241                                                      | 1,1                                                       |
| Total des votes                                           | Total des votes                                           | Total des votes                                           | 297 405                                                   | 100 %                                                     |
|                                                           | Les Républicains conservent                               |                                                           |                                                           |                                                           |

### 2020
| Élection de 2020 du 22e district congressionnel du Texas, | Élection de 2020 du 22e district congressionnel du Texas, | Élection de 2020 du 22e district congressionnel du Texas, | Élection de 2020 du 22e district congressionnel du Texas, | Élection de 2020 du 22e district congressionnel du Texas, |
| --------------------------------------------------------- | --------------------------------------------------------- | --------------------------------------------------------- | --------------------------------------------------------- | --------------------------------------------------------- |
| Parti                                                     | Parti                                                     | Candidat                                                  | Votes                                                     | %                                                         |
|                                                           | Républicain                                               | Troy Nehls                                                | 210 259                                                   | 51,5                                                      |
|                                                           | Démocrate                                                 | Sri Preston Kulkarni                                      | 181 998                                                   | 44,6                                                      |
|                                                           | Libertarien                                               | Joseph LeBlanc                                            | 15 791                                                    | 3,9                                                       |
| Total des votes                                           | Total des votes                                           | Total des votes                                           | 408 048                                                   | 100 %                                                     |
|                                                           | Les Républicains conservent                               |                                                           |                                                           |                                                           |

### 2022
| Primaire Républicaine de 2022 du 22e district congressionnel du Texas | Primaire Républicaine de 2022 du 22e district congressionnel du Texas | Primaire Républicaine de 2022 du 22e district congressionnel du Texas | Primaire Républicaine de 2022 du 22e district congressionnel du Texas | Primaire Républicaine de 2022 du 22e district congressionnel du Texas |
| --------------------------------------------------------------------- | --------------------------------------------------------------------- | --------------------------------------------------------------------- | --------------------------------------------------------------------- | --------------------------------------------------------------------- |
| Parti                                                                 | Parti                                                                 | Candidat                                                              | Votes                                                                 | %                                                                     |
|                                                                       | Républicain                                                           | Troy Nehls (sortant)                                                  | 50 281                                                                | 87,2                                                                  |
|                                                                       | Républicain                                                           | Gregory Thorne                                                        | 7378                                                                  | 12,8                                                                  |

| Primaire Démocrate de 2022 du 22e district congressionnel du Texas | Primaire Démocrate de 2022 du 22e district congressionnel du Texas | Primaire Démocrate de 2022 du 22e district congressionnel du Texas | Primaire Démocrate de 2022 du 22e district congressionnel du Texas | Primaire Démocrate de 2022 du 22e district congressionnel du Texas |
| ------------------------------------------------------------------ | ------------------------------------------------------------------ | ------------------------------------------------------------------ | ------------------------------------------------------------------ | ------------------------------------------------------------------ |
| Parti                                                              | Parti                                                              | Candidat                                                           | Votes                                                              | %                                                                  |
|                                                                    | Démocrate                                                          | Jamie Jordan                                                       | 20 818                                                             | 100%                                                               |

| Élection de 2022 du 22e district congressionnel du Texas | Élection de 2022 du 22e district congressionnel du Texas | Élection de 2022 du 22e district congressionnel du Texas | Élection de 2022 du 22e district congressionnel du Texas | Élection de 2022 du 22e district congressionnel du Texas |
| -------------------------------------------------------- | -------------------------------------------------------- | -------------------------------------------------------- | -------------------------------------------------------- | -------------------------------------------------------- |
| Parti                                                    | Parti                                                    | Candidat                                                 | Votes                                                    | %                                                        |
|                                                          | Républicain                                              | Troy Nehls (sortant)                                     | 150 014                                                  | 62,2                                                     |
|                                                          | Démocrate                                                | Jamie Jordan                                             | 85 653                                                   | 35,5                                                     |
|                                                          | Libertarien                                              | Joseph LeBlanc                                           | 5378                                                     | 2,2                                                      |
|                                                          | Indépendant                                              | Jim Quires (write-in)                                    | 170                                                      | 0,1                                                      |
| Total des votes                                          | Total des votes                                          | Total des votes                                          | 241 215                                                  | 100 %                                                    |
|                                                          | Les Républicains conservent                              |                                                          |                                                          |                                                          |

### 2024
| Primaire Républicaine de 2024 du 22e district congressionnel du Texas | Primaire Républicaine de 2024 du 22e district congressionnel du Texas | Primaire Républicaine de 2024 du 22e district congressionnel du Texas | Primaire Républicaine de 2024 du 22e district congressionnel du Texas | Primaire Républicaine de 2024 du 22e district congressionnel du Texas |
| --------------------------------------------------------------------- | --------------------------------------------------------------------- | --------------------------------------------------------------------- | --------------------------------------------------------------------- | --------------------------------------------------------------------- |
| Parti                                                                 | Parti                                                                 | Candidat                                                              | Votes                                                                 | %                                                                     |
|                                                                       | Républicain                                                           | Troy Nehls (sortant)                                                  | 62 862                                                                | 100%                                                                  |

| Primaire Démocrate de 2024 du 22e district congressionnel du Texas | Primaire Démocrate de 2024 du 22e district congressionnel du Texas | Primaire Démocrate de 2024 du 22e district congressionnel du Texas | Primaire Démocrate de 2024 du 22e district congressionnel du Texas | Primaire Démocrate de 2024 du 22e district congressionnel du Texas |
| ------------------------------------------------------------------ | ------------------------------------------------------------------ | ------------------------------------------------------------------ | ------------------------------------------------------------------ | ------------------------------------------------------------------ |
| Parti                                                              | Parti                                                              | Candidat                                                           | Votes                                                              | %                                                                  |
|                                                                    | Démocrate                                                          | Marquette Greene-Scott                                             | 17 290                                                             | 81,7                                                               |
|                                                                    | Démocrate                                                          | Wayne Raasch                                                       | 3877                                                               | 18,3                                                               |

| Élection de 2024 du 22e district congressionnel du Texas | Élection de 2024 du 22e district congressionnel du Texas | Élection de 2024 du 22e district congressionnel du Texas | Élection de 2024 du 22e district congressionnel du Texas | Élection de 2024 du 22e district congressionnel du Texas |
| -------------------------------------------------------- | -------------------------------------------------------- | -------------------------------------------------------- | -------------------------------------------------------- | -------------------------------------------------------- |
| Parti                                                    | Parti                                                    | Candidat                                                 | Votes                                                    | %                                                        |
|                                                          | Républicain                                              | Troy Nehls (sortant)                                     | 209 285                                                  | 62,12                                                    |
|                                                          | Démocrate                                                | Marquette Greene-Scott                                   | 127 604                                                  | 37,88                                                    |
| Total des votes                                          | Total des votes                                          | Total des votes                                          | 336 889                                                  | 100 %                                                    |
|                                                          | Les Républicains conservent                              |                                                          |                                                          |                                                          |